# Lutwin Beck
Lutwin Beck (* 13. Januar 1927 in Saarbrücken; † 13. Juli 2022) war ein deutscher Gynäkologe und Geburtshelfer.

## Leben
1927 im Saarland geboren, wurde Lutwin Beck am Ende des Zweiten Weltkriegs noch als Luftwaffenhelfer verpflichtet. Nach Kriegsende studierte er Medizin an der Sorbonne in Paris und der Johann Wolfgang Goethe-Universität Frankfurt am Main. Hier wurde Beck 1952 nach Verteidigung seiner Dissertationsschrift Die Muskulatur des Nierenbeckens und des oberen Teiles des Harnleiters bei Hund, Katze, Schwein und Mensch zum Dr. med. promoviert. Er absolvierte danach eine Ausbildung in Anästhesiologie in Syracuse (New York). Nach seiner Rückkehr übernahm er eine Position an der Landesfrauenklinik Wuppertal unter Karl Julius Anselmino (1900–1978). Später wechselte Lutwin Beck an die Universitätsfrauenklinik Mainz unter dem Direktorat von Volker Friedberg. 1967 habilitierte er sich an der Johannes Gutenberg-Universität Mainz mit der Habilitationsschrift Morphologie und Funktion der Muskulatur der weiblichen Harnröhre. Zugleich wurde er Oberarzt und profilierte sich mit der Entwicklung urodynamischer Messsysteme. Aus Mainz erhielt Beck den Ruf auf die C4-Professur an der Düsseldorfer Universitätsfrauenklinik. Das Amt des Klinikdirektors übernahm er im August 1971. Er leitete als ordentlicher Professor für Geburtshilfe und Frauenheilkunde die Klinik bis zu seiner Emeritierung 1993. Zu seinem Nachfolger wurde Hans Georg Bender berufen.
Lutwin Beck war zweimaliger Vorsitzender der Niederrheinisch-Westfälischen Gesellschaft für Gynäkologie und Geburtshilfe, von 1984 bis 1986 Präsident der Deutschen Gesellschaft für Gynäkologie (DGGG) und organisierte deren Kongress 1986 in Düsseldorf. Beide Gesellschaften ernannten ihn später zum Ehrenmitglied. Viele Jahre war Beck Repräsentant der DGGG im FIGO-Vorstand und Vorsitzender der Krebsgesellschaft NRW (früher GBK) und wurde zum Ehrenvorsitzenden ernannt.
Er war Repräsentant für medizinische Fragen in der Görres-Gesellschaft, Mitglied des Kuratoriums der Hufeland-Stiftung und Mitherausgeber des Bioethischen Lexikons. Von 1983 bis 2009 war er außerdem Mitherausgeber der Zeitschrift Der Gynäkologe. Viele Jahre war Lutwin Beck zudem ärztlicher Vorsitzender der Gutachterkommission für ärztliche Behandlungsfehler bei der Ärztekammer Nordrhein. Er wurde mit dem Verdienstorden der Bundesrepublik Deutschland ausgezeichnet. 
Beck engagierte sich als römisch-katholischer Christ für zahlreiche Sozialprojekte im Heiligen Land. 1979 wurde er von Kardinal-Großmeister Maximilien de Fürstenberg zum Ritter des Ritterordens vom Heiligen Grab zu Jerusalem ernannt und am 26. Mai 1979 durch Bischof Franz Hengsbach, Großprior der deutschen Statthalterei, im Salzburger Dom in den Päpstlichen Orden investiert. Zuletzt war er Komtur des Laienordens. Er war Mitglied des Deutschen Vereins vom Heiligen Lande.
Lutwin Beck war verheiratet mit seiner Kommilitonin Margret Beck, die er während der Studienzeit in Frankfurt kennengelernt hatte. Das Paar hatte vier Kinder, eine Tochter und drei Söhne. Er starb am 13. Juli 2022 im Alter von 95 Jahren.

## Schriften (Auswahl)
- Die Muskulatur des Nierenbeckens und des oberen Teiles des Harnleiters bei Hund, Katze, Schwein und Mensch. Dissertation, Johann Wolfgang Goethe-Universität Frankfurt am Main 1952
- Morphologie und Funktion der Muskulatur der weiblichen Harnröhre. Habilitationsschrift, Johannes Gutenberg-Universität Mainz 1967
- Geburtshilfliche Anästhesie und Analgesie. Thieme-Verlag, Stuttgart 1968
- Hormone related malignant tumors. Springer-Verlag, Berlin 1990
- Forensische Fragen in der Gynäkologie und Geburtshilfe. Springer-Verlag, Berlin 1994
- Zur Geschichte der Gynäkologie und Geburtshilfe. Springer Verlag, Heidelberg 1986, ISBN 3-540-16338-7
- Intra- und postoperative Komplikation in Gynäkologie: unter Berücksichtigung urologischer und intestinaler Komplikationen. Thieme-Verlag, Stuttgart 1978